# Carlo Passerini Tosi
Carlo Passerini Tosi (* 1916 in Mailand; † 1991 in Bergamo) war ein italienischer Altphilologe, Romanist, Italianist und Lexikograf.

## Leben und Werk
Passerini Tosi studierte alte Sprachen an der Università Cattolica del Sacro Cuore in Mailand. Ab 1943 war er Assistent für Griechisch an der Universität Neuchâtel. Nach dem Krieg unterrichtete er in Bergamo. Ab 1965 war er Mitarbeiter der lexikografischen Abteilung der Accademia della Crusca. In Bergamo engagierte er sich kommunalpolitisch.

## Werke
- (Übersetzer) Oscar Milosz, Miguel Mañara. Mistero in sei quadri, Brescia 1947, 1962, 1969
- (Hrsg.) Max Niedermann, Elementi di fonetica storica del latino, Bergamo 1948 (Vorwort von Giacomo Devoto)
- Dizionario pratico della lingua italiana, Bergamo 1960 (1113 Seiten, Vorwort durch Gianfranco Folena)
- Dizionario della lingua italiana, Mailand 1969 (1743 Seiten)
- Dizionario inglese-italiano, Italian-English, Turin 1989 (2556 Seiten)